# غار گیلوران
غار گیلوران یکی از آثار ملی ثبت‌شده ایران در خرم‌آباد در استان لرستان است که قدمت آن مربوط به پارینه‌سنگی جدید است و در تاریخ ۱۳۸۱/۰۵/۰۸ به شماره ثبت ۵۹۷۱ در مجموعه آثار تاریخی ایران ثبت شده است. این اثر با ۱۶ متر عمق و ۱۷ متر عرض در جنوب غربی دره خرم‌آباد قرار دارد.